# صفيراء سيبيرية
صفيراء سيبيرية (الاسم العلمي:Sophora sibirica) هي نوع نباتي يتبع جنس الصفيراء من فصيلة البقولية.